# Scleria mitis
Scleria mitis là loài thực vật có hoa trong họ Cói. Loài này được P.J.Bergius miêu tả khoa học đầu tiên năm 1765.